# Domenico Genovesi
Domenico Genovesi (* 31. März 1765 in Rom; † 8. Januar 1835 ebenda) war ein italienischer Kurienerzbischof.

## Leben
Er studierte an der römischen Universität La Sapienza und erwarb dort am 20. September 1823 den akademischen Grad eines Doctor iuris utriusque. Er wurde zunächst Kanoniker der Kirche Santa Maria in Via Lata und später Kanoniker an San Giovanni in Laterano.
Papst Gregor XVI. ernannte ihn am 17. Dezember 1832 zum Titularerzbischof von Mitylene. Die Bischofsweihe spendete ihm am 30. Dezember desselben Jahres Kardinal Carlo Odescalchi SJ; Mitkonsekratoren waren der Lateinische Patriarch von Antiochia, Lorenzo Girolamo Mattei, und Erzbischof Antonio Luigi Piatti. Am 23. Juni 1834 wurde Domenico Genovesi zum Sekretär der Kongregation für Ablässe und die heiligen Reliquien ernannt, dieses Amt hatte er bis zu seinem Tod inne.